# Rîdomîl, Kremeneț
Rîdomîl (în ucraineană Ридомиль) este o comună în raionul Kremeneț, regiunea Ternopil, Ucraina, formată numai din satul de reședință.

## Demografie
Componența lingvistică a comunei Rîdomîl
     Ucraineană (99,79%)
     Alte limbi (0,21%)
Conform recensământului din 2001, majoritatea populației comunei Rîdomîl era vorbitoare de ucraineană (99,79%), existând în minoritate și vorbitori de alte limbi.